# Stollenbacher Hütte

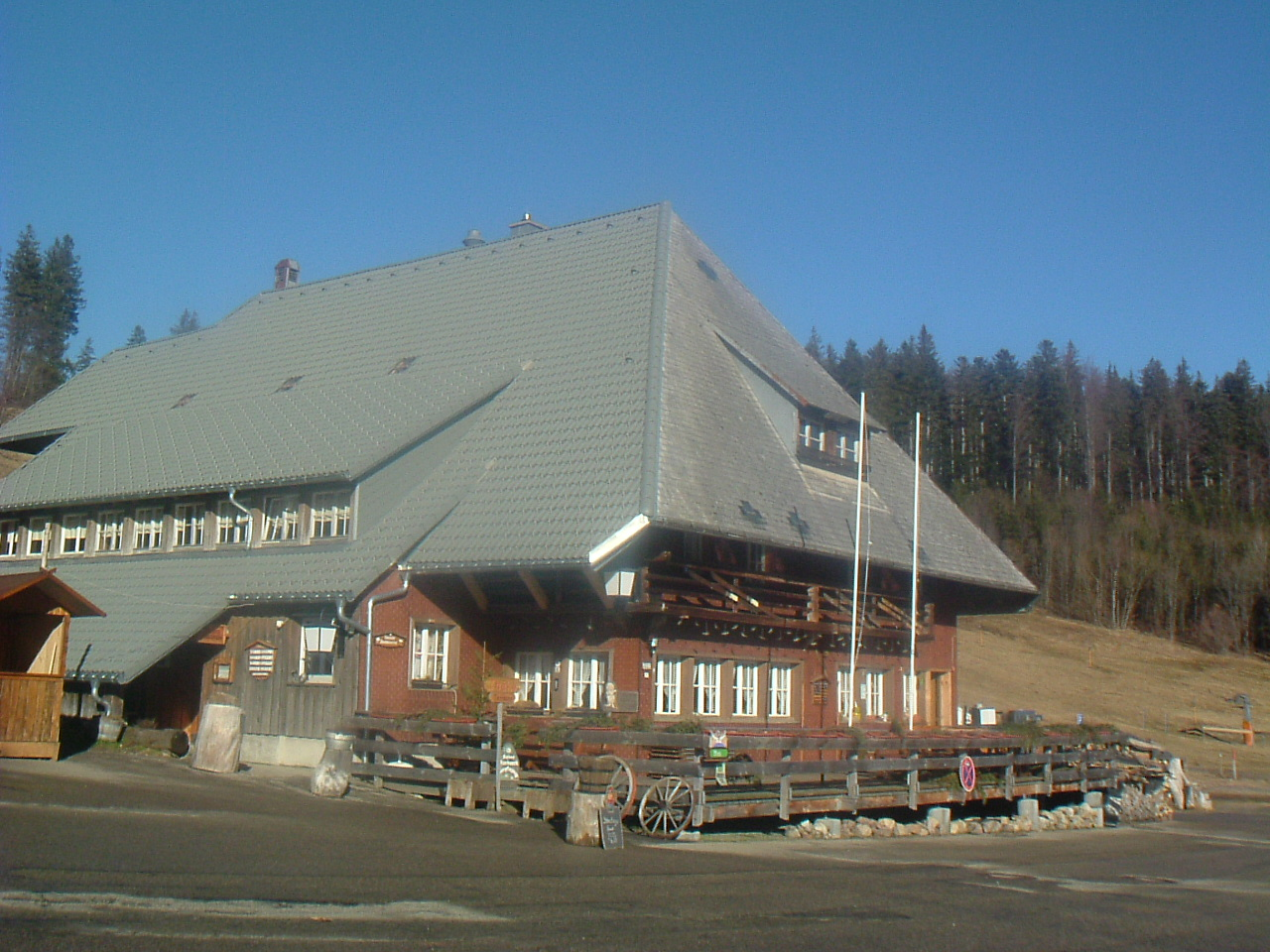
Die Vorderseite der Stollenbacher Hütte

Die Stollenbacher Hütte ist eine auf 1092 m ü. NN gelegene Gastwirtschafts- und Herderhütte (Almhütte) in der Quellmulde des zum Zastlerbach fließenden Stollenbachs in der Gemeinde Oberried im Schwarzwald.

## Geschichte
Seit Jahrhunderten wird „auf dem Stollenbach“ von einer Weidegemeinschaft über den Sommer Vieh gehalten. Da der Boden in rund 1100 Metern Höhe für eine intensive landwirtschaftliche Nutzung nicht geeignet ist, handelt es sich dabei vorwiegend um Jungvieh. Die Weidegenossenschaft stellt einen sogenannten Herder, der die Herderhütte bewirtschaftet. In früherer Zeit stand ihm ein Hirte zur Seite, der für das Vieh zuständig war. Heute übernimmt der Herder die Bewirtschaftung der Stollenbacher Hütte und die Pflege der Tiere. Dank gut ausgebauter Straßen und eigenem Stromanschluss kann die Stollenbacher Hütte heute ganzjährig vom Herder und seiner Familie bewohnt werden.
Der Name Stollenbach könnte ein Hinweis auf den mittelalterlichen Bergbau im Schwarzwald darstellen. Auch andere Flurnamen in der Gegend weisen auf möglichen Bergbau hin: Stollenmatte, Stollenberg, Silbereck oder Tote Mann. Eindeutig nachgewiesen ist der Bergbau in dieser Gegend jedoch nicht. Eine weitere Deutung bezieht sich auf das mittelhochdeutsche Wort stolle für einen hervorragenden Teil, eine Spitze oder Zacke; in diesem Fall würde der Name das Gelände beschreiben.
Aus dem 13. Jahrhundert gibt es einige Erwähnungen von Silber- und Eisenbergwerken im Oberrieder Tal. Ob Bergbau auf dem Stollenbach stattfand, ist nicht geklärt.
Seit dem frühen 14. Jahrhundert wechselt Zastler (zunächst unter der Bezeichnung Münswendi (1311), Münschwendi (1329), Mysswende oder Miswend (1525)), zu dem der Stollenbach gehört, mehrfach den Besitzer, meist Adelsgeschlechter aus der Umgebung. Unter dem Datum 15. November 1660 sind in einer Urkunde der Stollenbach und die dortige Hochweide als Besitz der Gassenbauern Gassenschmidt genannt. Dieser Name ist auch für die folgenden Jahrhunderte immer wieder in Urkunden, die den Stollenbach betreffen, überliefert. Meist geht es um Rechtsstreitigkeiten, die den Status der Weide als Gemeindeweide und die Anzahl der dort zugelassenen Tiere betreffen. Die Unsicherheit über das Besitzrecht am Gemeindewald konnte erst durch einen Vergleich der Gemeindebürger vom 20. September 1857 endgültig beseitigt werden, in dem der 1431 Morgen große Wald unbestritten zum Gemeindewald erklärt wurde.
Um die Mitte des 19. Jahrhunderts gehörte das Wohnhaus mit Gasthaus Der Stollenbacher Hof allein dem Gassenbauernhof. Der Gassenbauer war verpflichtet, den Gemeindehirten zu unterhalten. Ihm stand damit die kostenfreie Nutzung des Wohnhauses im Stollenbach zu. Dafür hatte er das auf die Stollenbacher Weide aufgetriebene Weidevieh der hierzu berechtigten Höfe in Zastler während der ganzen Weidezeit unentgeltlich zu hüten und zu pflegen. Seither gibt es einen häufigen Wechsel von Herder- und Wirtsfamilie auf dem Hof. 1927 wurde der Gassenbauernhof für 116.000 Mark als letzter privater Hof in Zastler an das Domänenamt (Staatskasse des Landes Baden) verkauft. Damit ist auch der Stollenbach auf den Staat übergegangen. 1959 kaufte die damals eigenständige Gemeinde Zastler den Stollenbacher Hof, die ihn im Folgenden für 135.000 DM umbaute.

## Gegenwart

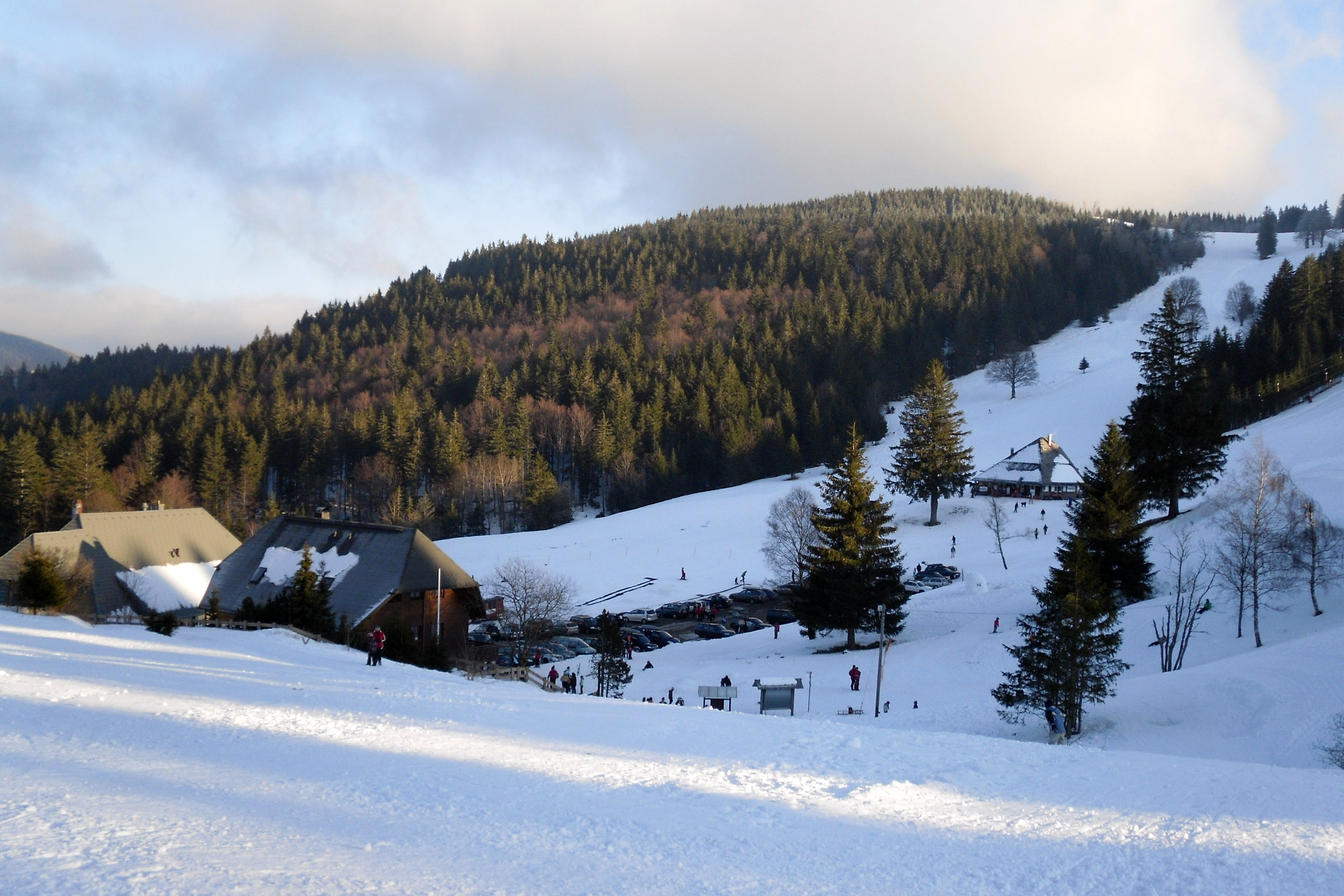
Winter bei der Stollenbacher Hütte

Ab 1967 wurde der Stollenbach zu einem kleinen Wintersportgebiet mit drei Liften, einer Loipe, Parkplätzen und einer asphaltierten Zufahrtsstraße ausgebaut. Vorhaben zum Bau einer Kabinenbahn sowie eines Sporthotels scheiterten am finanziellen Aufwand.
Die Neueröffnung des Stollenbacher Hofs fand nach Umbau- und Renovierungsmaßnahmen am 1. Mai 2008 statt.
Seit Oktober 2006 besteht in der Nähe der Stollenbacher Hütte der Ruheberg  der Gemeinde Oberried, ein Berg-Naturfriedhof für Urnenbestattungen unter Schwarzwaldbäumen.

## Tourismus
Der Stollenbach ist Ausgangspunkt für zahlreiche Wanderungen im Feldberggebiet und eignet sich besonders als Zugang zum Alpinen Pfad, einem der höchstgelegenen Wanderwege im Schwarzwald. Er führt durch das alpine Gelände der Nordabstürze von Feldberg und Stübenwasen ins St. Wilhelmer Tal und stellt durch seine exponierte Lage und seinen alpinen Charakter eine Besonderheit im Schwarzwald dar.
Die Stollenbacher Hütte ist mit dem Rad durch das Zastlertal erreichbar, wo der Südschwarzwald-Radweg und der Drei-Seen-Radweg verlaufen. Der Kfz-Parkplatz an der Hütte soll nach den Plänen der Gemeinde Oberried kostenpflichtig werden.